# はじまる (石田燿子の曲)
「はじまる」は、石田燿子の楽曲。2014年11月12日に石田の21枚目のシングルとしてランティスより発売された。

## 概要
前作「Connect Link」以来、約2か月ぶりのリリースとなる。また、ランティス移籍後第3弾シングルであり、同レーベルからリリースされた最後のシングルでもある。
表題曲は、オンラインゲーム『エミル・クロニクル・オンライン』のサービス開始周年記念ソングに起用され、石田が同ゲームに提供した3曲目のタイアップである。作曲はシンガーソングライター・しほりが担当し、石田に楽曲を提供するのは今回が初めてとなる。
カップリング曲として、しほりが作曲を手掛けた楽曲「Thank you from now on」と表題曲の別バージョンが収録されている。
表題曲とカップリング曲の「Thank you from now on」は石田がランティス移籍後の唯一のアルバム『Rainbow Wonderland』に収録されている。

## シングル収録内容
| 全作詞: 石田燿子、全作曲: しほり。 |                                         |           |            |          |      |
| #                                  | タイトル                                | 作詞      | 作曲・編曲 | 編曲     | 時間 |
| 1.                                 | 「はじまる」                            | 石田燿子  | しほり     | 柳田しゆ | 4:24 |
| 2.                                 | 「Thank you from now on」               | 石田燿子  | しほり     | 安瀬聖   | 4:45 |
| 3.                                 | 「はじまる ～nouveau～」                | 石田燿子  | しほり     | 寺田志保 | 4:34 |
| 4.                                 | 「はじまる」(Instrumental)              | 石田燿子  | しほり     |          | 4:24 |
| 5.                                 | 「Thank you from now on」(Instrumental) | 石田燿子  | しほり     |          | 4:45 |
| 6.                                 | 「はじまる ～nouveau～」(Instrumental)  | 石田燿子  | しほり     |          | 4:32 |
| 合計時間:                          | 合計時間:                               | 合計時間: | 27:24      |          |      |